# Georgios Kolettis
Georgios Kolettis (Grieks: Γεώργιος Κολέτης) was een Grieks wielrenner. Hij nam eenmaal deel aan de Olympische Spelen.
Kolettis nam bij de Olympische Zomerspelen van 1896 in Athene deel aan de 10 en 100 kilometer. In de 100 kilometer eindigde hij tweede en nam de zilveren medaille na de Fransman Léon Flameng. Hij en Flameng waren de enigen die aankwamen van de negen renners. In de 10 kilometer moest hij opgeven na 7 kilometer.

## Belangrijkste resultaten
OS 1896
 op de 100 km